# Edil Rosenqvist
Edil Albert Rosenqvist (Degerby, Ingå, Uusimaa, 11 de desembre de 1892 – Hèlsinki, 14 de setembre de 1973) va ser un lluitador finlandès que va competir durant la dècada de 1920.
El 1920 va prendre part en els Jocs Olímpics d'Anvers, on va guanyar la medalla de plata en la competició del pes semipesant del programa de lluita grecoromana. Quatre anys més tard, als Jocs de París guanyà una nova medalla de plata en la competició del pes pesant del programa de lluita grecoromana.
El 1928 va disputar els seus tercers i darrers Jocs Olímpics, on quedà en sisena posició de la prova de pes semipesant del programa de lluita lliure.
En el seu palmarès també destaquen dos campionats mundials del pes semipesant i quatre títols nacionals, dos del pes semipesant i dos del pes pesant.